# Алексије Аксух
Алексије Аксух (грчки: Ἀξούχ или Ἀξοῦχος) је био византијски војсковођа турског порекла из 12. века. Служио је цара Манојла I Комнина (1143-1180).

## Биографија
Алексије је био син Јована Аксуха, мега доместика византијске војске, пријатеља и десне руке цара Јована II Комнина (1118-1143). Алексије се оженио Маријом Комнин, ћерком Јовановог најстаријег сина и савладара Алексија Комнина. Алексије је као искусан војник добио чин протостратора и учествовао је у неколико војних похода цара Манојла I Комнина (1143-1180). Послат је 1157. године у Јужну Италију у настојању да поврати византијску власт након пораза мега дукса Алексија Комнина. Алексије је у томе очигледно био веома успешан што доводи до закључења мировног споразума са Виљемом I Сицилијанским 1158. године. Споразум је био веома повољан по Византију и омогућио је византијској војсци да се извуче из Италије. Манојло се фокусирао на источне делове свога царства. Води рат у Киликији против јерменског господара Тороса. Овај рат завршен је неуспешно. Године 1165. Алексије је упућен у Киликију као главни командант византијске војске са титулом дукса. Вероватно је узео учешћа и у рату са Угарском 1166. године.
Око 1167/70. године Алексије је пао у немилост Манојла након што је оптужен за заверу против цара. Своју палату уредио је величанственим сликама на којима су приказане победе Килиџ Арслана II (1156-1192), селџучког султана Иконије. Између осталог, Алексије је оптужен за вештичарење, а на терет му је стављено и то што Марија од Антиохије, Манојлова супруга, не може имати деце. Јован Кинам је тврдио да су оптужбе истините, али Никита Хонијат верује да нису. У сваком случају, Алексије је протеран у манастир где је провео остатак живота, упркос напорима његове супруге да га ослободи. Марија је наводно умрла од туге због судбине свога мужа. Алексије умире неколико година после замонашења.
Алексије је имао двојицу синова. Један од њих је Јован Комнин Дебели који је предводио неуспешну побуну против Алексија III Анђела (1195-1203).